# Šest nevinných
Šest nevinných je český krimi román z filmového prostředí, který vznikal veřejně od 14. září do 17. září 2015. Po dopsání byl vydán za tři týdny nakladatelstvím Pavel Mervart. Kniha má šest autorů, kteří se během psaní střídali za výkladní skříní knihkupectví Neoluxor na pražské Národní třídě. Jako první psal Jiří Walker Procházka, toho pak vystřídal Přemysl Krejčík, následovali Jan Sviták, Lukáš Vavrečka, Josef Pecinovský a David Zábranský. Každý z autorů psal v šestihodinovém bloku, většina autorů psala dvakrát, někteří dokonce třikrát (třetí blok byl v tom případě pouze po dvou hodinách). Po celou dobu byli autoři sledováni okem kamery a snímáni mikrofonem. Text navíc běžel v reálném čase online na internetu a na plazmové obrazovce přímo v knihkupectví otočené ven do ulice.
Knihu vydalo nakladatelství Pavel Mervart s přiděleným kódem ISBN 978-80-7465-161-8.

## Pozadí vzniku
Autoři navazovali na původní projekt Jana Svitáka, který v roce 2012 napsal román Jedním dechem v Knihovně Jiřího Mahena v Brně. Knihu psal přes dva dny prakticky bez pauzy, ta poté vyšla jako e-book.
V roce 2015 se rozhodl na tuto myšlenku navázat spisovatel Lukáš Vavrečka. Začal oslovovat další autory, kteří by se chtěli zúčastnit podobného projektu, dokud se mu nepodařilo shromáždit pětici, kterou pak Jiří W. Procházka doplnil o Josefa Pecinovského. Celá šestka se poprvé sešla v létě v baru Bio Oko, kde začala dohadovat podobu spolupráce (žánr, datum a místo vzniku textu). V kompletní sestavě byla pak šestice veřejně k vidění až na křtu knihy, podle slov autorů to byly jediné dva okamžiky, kde se skutečně sešli všichni společně. Před barem v Biu Oko také vznikla společná fotografie autorů, která je na zadním straně obálky knihy. Vznikla spontánně a šestici vyfotografovala jedna z číšnic. Ačkoli autoři věděli, co a kde chtějí psát, dlouhou dobu netušili, kdo se zaváže knihu vydat ještě před tím, než bude text hotový. Tento problém byl vyřešen na veletrhu Svět knihy 2015, kde byl projekt poprvé představen veřejnosti. Tam se autoři domluvili s nakladatelem Pavlem Mervartem, který měl prohlásit, že pokud se jim skutečně podaří napsat knihu během tří dnů, jemu se podaří ji do tří týdnů vydat. Tento slib se později podařilo nakladateli splnit (takto popsali pozadí sami autoři na besedě během křtu knihy 26. října 2015 v Neoluxoru na Václavském náměstí).
Samotná kniha vznikala během projektu, který skupina autorů nazvala Román na šest nádechů, což se později stalo i podtitulem románu.

## Tvorba knihy
Slavnostní zahájení projektu proběhlo (za účasti pěti z autorů, části realizačního týmu a nakladatele) několik minut před samotným startem akce, který byl naplánován na 14. září 2015 ve 14:00. Zahájení se zúčastnila řada novinářů, např. z iDnes.cz, ČT24, TV Barrandov, a mnoho dalších, kteří o akci napsali nebo odvysílali reportáže. Šestice autorů se střídala za počítačem v knihkupectví non-stop, čili i přes noc, kde psali v zavřeném knihkupectví, nebo naopak přes běžný provoz, kdy kolem nich chodili nakupující, kteří měli jedinečnou možnost autorům koukat "přímo pod ruce", nebo s nimi hovořit.

## Autoři a realizační tým
Jelikož šlo o náročný projekt, potřebovali autoři celý tým lidí, kteří se budou starat o technické zázemí a podobu knihy. Tento tým lidí je v knize uveden v podobě "Závěrečných titulků", což odkazuje na filmové prostředí děje. Na toto prostředí také odkazují profese jak členů týmu, tak samotných autorů (autoři jsou zpravidla uváděni jako "scénář a režie"). Kromě autorů se na projektu podílela redaktorka, která byla téměř po celou dobu na místě, aby hlídala případné logické a časové nesrovnalosti v ději, případně opravovala chyby, pokud si autoři během psaní dali krátkou pauzu, dále Anna Sakařová, která se starala o technickou podporu, a spisovatelka Klára Smolíková, která zajišťovala celé akci PR. Obálku knihy vytvořil po dopsání Petr Šimčík.

## Práce po skončení projektuRomán na šest nádechů
Jak je uvedeno v tzv. Autorském deníku na konci knihy za samotným textem příběhu, práce probíhaly ještě po 17. září, respektive na druhý den se sešla čtveřice autorů (Jiří W. Procházka, Lukáš Vavrečka, Přemysl Krejčík, Jan Sviták a redaktorka Tereza Exnerová) doma u J. W. Procházky, kde neveřejně sepsali kolektivně poslední kapitolu, kde byl odhalen vrah a způsob vraždy. Následující dva dny pokračovali v práci na knize Krejčík s Vavrečkou, kdy celý vzniklý text čistili, drobně upravovali do knižní podoby, než byl odevzdán nakladateli k jazykové korektuře a k vydání.

## Děj románu, postavy a styl psaní
Děj románu začíná ve filmových ateliérech Barrandov, kde se schází šestice mužů, aby zde jednali o nejdražším filmu české historie Jan Žižka, který spolu mají natáčet. Mezi nimi a finanční spojkou, krásnou Sabinou, však dojde ke konfliktu, který je zakončen vyhlášením pauzy. Po pauze je ovšem Sabina nalezena mrtvá a je jasné, že vrahem je jeden z přítomných. Začíná série dohadů, policejních výslechů, policejního vyšetřování a jeho maření, vzájemného obviňování hlavních podezřelých. Rozehrává se hra intrik a postupně vyplouvají na povrch nejen vztahy podezřelých k zavražděné, ale také podezřelých mezi sebou vzájemně.
Každou kapitolu (až na výjimky) psal jiný ze spisovatelů, očima jiné postavy. Během příběhu je tedy jasné, že minimálně jeden ze šesti vypravěčů příběhu lže, nebo alespoň neříká čtenáři vše.
Jelikož každý autor píše trochu jiným stylem, je román psán v šesti ich-formách.

### Hlavní postavy (podezřelí)
Hlavními postavami je šestice podezřelých, v závorce je uvedeno, který z autorů psal očima které postavy. Postavy mají záměrně jména podobná "svým" autorům. Jak autoři na besedách uváděli, zvolili tak proto, že se vzájemně mezi sebou příliš osobně neznali a tato jména jim přišla snazší pro orientaci:
- Jiří Walter – producent, egoistický hromotluk (Jiří Walker Procházka)
- Přemysl Ševčík – kameraman, neurotický a depresívní (Přemysl Krejčík)
- Jan Sivák – sponzor, nepříliš inteligentní a velmi bohatý (Jan Sviták)
- Lukáš Vávra – druhý scenárista, nepříliš talentovaný, ovšem bulvárně známý (Lukáš Vavrečka)
- Josef Pecka – scenárista pokročilého věku, nikdy plně doceněný za své zásluhy (Josef Pecinovský)
- David Branský – režisér, intelektuál (David Zábranský)

### Některé vedlejší postavy
- Robert Štolba – detektiv. Postava Roberta Štolby se poprvé objevila v knize Mrtvá Šelma (autory jsou Jiří Walker Procházka a Klára Smolíková), kde se s ním čtenáři setkávají již jako s vyšetřovatelem v důchodu. Zde je ještě součástí policejního sboru.
- Drotová – vyšetřovatelka, nadřízená Štolby. Nekompromisní policistka, Sivákem přezdívaná "Terminátorka".
- Sabina Johanski – oběť. Dříve herečka, později hlavně milenka vlivných a bohatých mužů z prostředí peněz a filmu.
- Josef Pecka mladší – syn starého scenáristy Pecky.

## Veřejné besedy s autory
Po vydání byla kniha a celý projekt Román na šest nádechů několikrát představena na besedách s autory, spojených s autorským čtením. Spisovatelé (popř. další členové realizačního týmu projektu) mluvili o vzniku a půběhu psaní, četli ukázky z knihy a odpovídali na dotazy publika.

### Seznam besed
- 10. října 2015 – knižní veletrh Havlíčkův Brod (zúčastnili se: Jiří W. Procházka, David Zábranský, Lukáš Vavrečka, Jan Sviták, Přemysl Krejčík)
- 20. října 2015 – Hudební kavárna Dadap, Praha (zúčastnili se: Přemysl Krejčík, Lukáš Vavrečka, David Zábranský)
- 26. října 2015 – slavnostní křest knihy: Neoluxor na Václavském náměstí, Praha (zúčastnili se: kompletní šestice autorů + členové realizačního týmu; knihu pokřtil spisovatel Pavel Kosatík[4][10][11]
- 14. listopadu 2015 – Klub 29, Pardubice[12] (zúčastnili se: Jiří W. Procházka, Lukáš Vavrečka, Jan Sviták, Přemysl Krejčík)
- 20. listopadu 2015 – Stará Aréna, Ostrava (zúčastnili se: Přemysl Krejčík, Lukáš Vavrečka)
- 15. května 2016 – veletrh Svět knihy 2016, Praha (zúčastnili se: Jiří W. Procházka, Josef Pecinovský, Přemysl Krejčík, Jan Sviták, Lukáš Vavrečka)
- 13. srpna 2016 – Con-ec, Brno (Přednáška "Psaní doma vs. psaní na veřejnosti"; zúčastnili se: Přemysl Krejčík, Jan Sviták + Lukáš Vavrečka, jako neplánovaný host)
- 1. prosince 2016 – Galerie 123, Hradec Králové (zúčastnili se: Přemysl Krejčík, Lukáš Vavrečka)
- 1. června 2017 – Literární dům Portál, Uherské Hradiště (zúčastnili se Přemysl Krejčík, Jan Sviták)
- 23. července 2017 – Kulturní dům Dukla, Gamecon + Parcon, Pardubice (zúčastnili se: Přemysl Krejčík, Lukáš Vavrečka)
- 18. listopadu 2017 – Čajovna Na Kopečku, Poděbrady (zúčastnili se Přemysl Krejčík, Jan Sviták)

## Mediální ohlas
Tvorbu knihy doprovázel nebývalý mediální ohlas. Přímo na zahájení se sešla řada novinářů, již 14. září 2015 tak proběhly reportáže a rozhovory s autory např. na ČT24 (reportáž a rozhovor je v uvedeném odkazu od osmé minuty pořadu), TV Barrandov (reportáž a rozhovor je v uvedeném odkazu od devatenácté minuty pořadu), také v rádiu na Frekvenci 1. Přítomní zahájení psaní byli též např. novináři z Pražského deníku, deníku iDnes, kterému poskytl 15. září během psaní Lukáš Vavrečka rozhovor krátkou zprávu přinesl také internetový magazín Aktuálně.cz. Akci zaznamenal též deník Metro a další noviny, které převzaly zprávu z ČTK. Další média informovala o akci formou pozvánky k přímému sledování procesu vzniku knihy (např. server Kudy z nudy nebo Kultura 21).
Akce vzbudila zájem nejen u českých médií, reflektoval ji např. maďarský server blikk.hu nebo roundtown.com.
Autoři již během dohadování společné akce mezi sebou přijali interní označení "literární kapela", čímž chtěli dát najevo, že je nutná spolupráce a kooperace, nikoli přílišné exhibování, tedy že neprezentují každý sám sebe, ale společný projekt. Termín se později uchytil i v médiích (např. Živnostenské listy, ale i jiné) poté, co veřejně poprvé použil toto označení v rozhovoru pro web literárního časopisu Host Jan Sviták.
Bez zajímavosti také není, že ač šlo o literární událost, zareagovala na ni i bulvární média a články se tak objevily např. i na webu magazínu Blesk.